# Шкурдюк, Виктор Николаевич
Ви́ктор Никола́евич Шкурдю́к (род. 3 июня 1958, Усть-Каменогорск) — мастер спорта международного класса по хоккею. Тренер.

## Биография
Воспитанник усть-каменогорского хоккея, в 1978 году дебютировал в чемпионате СССР в составе СКА (Ленинград). За два сезона сыграл 50 игр, набрав 40 очков (24+16). В 1977 году в составе СКА стал чемпионом СССР среди молодёжи.
Был чемпионом мира среди молодёжных команд (U-20) в 1978 году — провел 7 игр и набрал 16 очков (10+6) (второй по результативности на чемпионате после Уэйна Гретцки).
В 1978 году был выбран на драфте НХЛ под 203-м номером клубом «Сент-Луис Блюз».
В московском «Динамо» за 8 сезонов сыграл 328 игр, набрав 172 очка (103+69).
Участвовал в суперсерии 1978/1979 против команд ВХА, а также суперсериях 1979/1980 и 1985/1986 против команд НХЛ.
Последний год карьеры доигрывал в харьковском «Динамо», где в 30 играх набрал 21 очко (9+12).

## Достижения
В составе молодёжной сборной СССР:
- Чемпион мира — 1978

В составе «Динамо» (Москва):
- — Серебряный призёр чемпионата СССР (4) — 1979, 1980, 1985, 1986
- — Бронзовый призёр чемпионата СССР (3) — 1981, 1982, 1983
- Финалист Кубка СССР — 1979
- Обладатель Кубка «Сааб-Скания» (1) — 1981
- Обладатель Кубка Берлина (2) — 1986, 1987
- Победитель международного зонального турнира на приз газеты «Советский спорт» (5) — 1980, 1982, 1983, 1984, 1985

В составе СКА (Ленинград):
- Чемпион СССР среди молодёжи — 1977[1]

## Тренерская карьера
По окончании игровой карьеры стал тренером в СДЮШОР «Динамо». Среди воспитанников Максим Афиногенов, Александр Фомичёв, Алексей Терещенко, Александр Еременко